# Jacques Waisvisz
Jacques Maurits Waisvisz (Surabaya, 19 december 1918 – Leiden, 5 februari 2020) was een Nederlands-Joodse Engelandvaarder, scheikundige en ontdekker van de schimmelwerende stof natamycine.

## Biografie
Jacques Waisvisz werd geboren in Nederlands-Indië, zijn ouders keerden in de jaren dertig terug in Den Haag.
Jacques ging in 1938 scheikunde studeren in Leiden, met Chinees als bijvak, maar hij moest de studie voortijdig staken vanwege de oorlog. Hij wilde met een bootje naar Engeland vluchten, maar hij kreeg het geld niet bij elkaar. In 1942, nadat zijn vader een oproep kreeg om zich te melden, overtuigde hij zijn ouders om te vluchten. Ze lieten have en goed achter. In Noord-Frankrijk verloren ze elkaar uit het oog. Jacques bereikte Spanje en reisde met behulp van het Nederlandse consulaat naar Engeland. Daar werd hem een kantoorbaan aangeboden, maar hij wilde vechten. 
Hij werd opgeleid tot paratrooper en hij vocht in België en Italië. Tijdens D-day was hij betrokken bij de aanval op de batterij van Merville. Na de oorlog keerde hij terug naar huis in Rijswijk, en ontmoette zijn ouders weer, die Zwitserland hadden kunnen bereiken. Veel familieleden waren echter in Sobibor omgekomen. 
Na voltooiing van zijn studie organische chemie in 1950 ging hij als onderzoeker bij de Gist- en Spiritusfabriek in Delft werken. Hij werd er hoofd van het organisch chemisch laboratorium en in 1955 ontdekte hij de schimmelwerende stof natamycine, een stof die in kaascoatings en vleesproducten wordt gebruikt. Het middel wordt ook toegepast in geneesmiddelen om schimmelinfecties te bestrijden.
Waisvisz was een liefhebber van jazz. Hij heeft niet alleen de begintijd van de free jazz en avant-garde in Nederland meegemaakt, maar ook de vooroorlogse jaren toen de jazz vooral swingende dansmuziek was. Hij stond aan de voet van SMØR Jazz, een podium voor eigentijdse jazz. Hij organiseerde naar eigen zeggen zo'n 300 concerten in het Waagtheater in Delft. De opnames die hij van verschillende concerten in o.a. het BIMHUIS maakte zijn nu in het bezit van het Nederlands Jazz Archief.
Na een beenbreuk in 2015 begon hij te sukkelen met de gezondheid. Op 5 februari 2020 overleed hij op de leeftijd van 101 jaar.

## Wetenswaardigheden
- Michel Waisvisz was een zoon van hem
- Hockey was naast jazz een van zijn passies. Jacques werd in 1935 op 16-jarige leeftijd lid van de Rijswijksche Hockey Club, opgericht in april 1931,  en speelde in het toen nieuw opgerichte juniorenteam. Op de presentielijsten van de ledenvergaderingen komt zijn handtekening vanaf 1936 voor. Hij werd in 1937 lid van de Technische Commissie en in 1940 secretaris van het bestuur. In 1942 moest hij als Jood de club verlaten. Na de oorlog keerde hij terug en speelde tot in de zeventiger jaren in Heren I en in het veteranenteam.

- Virtual International Authority File: 106216281
- WorldCat: E39PBJhhwXKTKbQj4v39ygfjG3